# 14835 Холдридж
14835 Хо́лдридж (14835 Holdridge) — астероїд головного поясу, відкритий 26 листопада 1987 року.
Тіссеранів параметр щодо Юпітера — 3,400.